# Marco Zanni
Marco Zanni (ur. 11 lipca 1986 w Lovere) – włoski polityk, poseł do Parlamentu Europejskiego VIII i IX kadencji.

## Życiorys
Ukończył zarządzanie przedsiębiorstwem na Uniwersytecie Bocconi, magisterium uzyskał w ESADE Business School w Barcelonie. Po powrocie do Mediolanu został zatrudniony w dziale inwestycji bankowych w przedsiębiorstwie Banca IMI.
Zaangażował się w działalność polityczną w ramach Ruchu Pięciu Gwiazd. W wyborach w 2014 z listy tego ugrupowania uzyskał mandat eurodeputowanego. W 2017 opuścił Ruch Pięciu Gwiazd, w 2018 dołączył do Ligi Północnej. W 2019 z jej ramienia z powodzeniem ubiegał się o reelekcję. W IX kadencji był przewodniczącym frakcji Tożsamość i Demokracja.